# Mirischia asymmetrica
La mirischia (Mirischia asymmetrica) è un dinosauro carnivoro appartenente ai celurosauri. Visse alla fine del Cretaceo inferiore (Albiano, circa 105 milioni di anni fa) e i suoi resti fossili sono stati ritrovati in Brasile.

## Descrizione
Questo dinosauro è conosciuto esclusivamente per i resti di una pelvi e delle zampe posteriori incomplete. La caratteristica principale di questo dinosauro è data dal possedere due ischi (ossa del bacino) di forma diversa (da cui il nome Mirischia asymmetrica, ovvero "meravigliosi ischi asimmetrici"); l'ischio di sinistra, infatti, era perforato da un foro ovale mentre quello destro possedeva una sorta di fossa nella stessa posizione. Dai resti fossili rinvenuti, si suppone che Mirischia superasse di poco i due metri di lunghezza; come molti celurosauri basali, doveva possedere lunghe zampe posteriori munite di artigli, zampe anteriori più brevi ma forti e una lunga coda. Dal raffronto con i fossili più completi altri animali simili (Sinosauropteryx, Sinocalliopteryx) si suppone che anche Mirischia possedesse un rivestimento cutaneo di strutture simili a piume.

### Conservazione di tessuti molli
L'esemplare di Mirischia è insolito anche per la conservazione fossile di alcuni tessuti molli. È possibile che queste strutture mineralizzate, conservate tra le ossa dell'ischio e del pube, fossero in realtà alveoli simili a quelli presenti negli uccelli odierni, che aiutavano l'animale nella respirazione. Precedenti studi avevano suggerito la presenza di questi alveoli, oltre che negli uccelli, anche nei dinosauri teropodi non aviani, ma solo con la scoperta del fossile di Mirischia sembra essere stata trovata una conferma all'ipotesi.

## Classificazione
Questo dinosauro è stato originariamente descritto in una pubblicazione del 2000 e successivamente denominato nel 2004; entrambe le pubblicazioni considerarono Mirischia un appartenente ai compsognatidi (tra cui Compsognathus e Aristosuchus), una famiglia di piccoli dinosauri teropodi dalla corporatura snella e dalle caratteristiche che li pongono tra i celurosauri basali. Tra le caratteristiche che accomunavano Mirischia ai compsognatidi vi erano gli apici delle spine dorsali neurali espansi in senso anteroposteriore, e l'estremità posteriore del pube allungata. Questi tratti, però, risultano essere in comune con altri celurosauri primitivi, tra cui i tirannosauroidi; basandosi successive analisi (Senter, 2007), Mirischia risulterebbe un possibile tirannosauroide basale.